# José de Avelar Rebelo

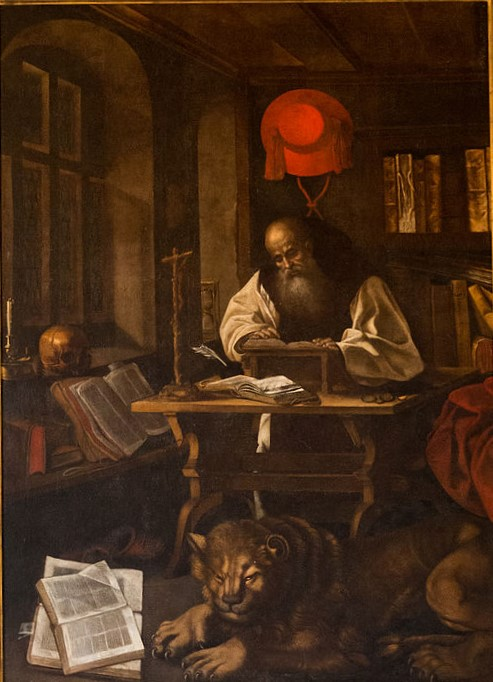
José de Avelar Rebelo: São Jerónimo Doutor, 1640 — 1645, no Mosteiro dos Jerónimos.

José de Avelar Rebelo (Lisboa, c. 1600 — 1657) foi um pintor português designado pintor régio da corte de D. João IV.